# Haute Forêt (écorégion)
Pour les articles homonymes, voir Haute Forêt.
La Haute Forêt (en espagnol : Selva Alta) est l'une des onze écorégions du Pérou. Elle comprend tout le flanc oriental de la Cordillère des Andes et aussi la vallée du Marañón et les bassins du Pacifique à Piura, Lambayeque et Cajamarca.
La Haute Forêt présente une végétation très variée avec des arbres géants, des orchidées, des bromelias, des fougères, des mousses et des lichens. La faune est également diverse : il y a des singes du Nouveau Monde, des ours à lunettes et des oiseaux, comme le coq de roche péruvien.